# Rocca (rapper)
Sebastian Rocca, meglio noto semplicemente come Rocca (Parigi, 1º aprile 1975), è un rapper francese di origine colombiana.

## Discografia

### Da solista
- 1997: Entre deux mondes
- 2001: Elevación
- 2003: Amour suprême
- 2012: Le calme sous la pluie
- 2015: Bogotá-Paris
- 2023: Cimarrón

### Con La Cliqua
- 1995: Conçu pour durer
- 1996: Le vrai hip hop
- 1999: La Cliqua
- 2007: Le meilleur, les classiques

### Con i Tres Coronas
- 2004: Mixtape Tres Coronas
- 2005: Latino hip hop
- 2006: Nuestra cosa